# 佩雷科瑟
49°9′46″N 24°23′34″E / 49.16278°N 24.39278°E
佩雷科瑟（羅馬化：Perekosy）是烏克蘭的村落，位於該國西部伊萬諾-弗蘭科夫斯克州，由卡盧什區負責管轄，始建於1246年，面積9.66平方公里，2001年人口772，人口密度每平方公里79.9人。